# Bibby Topaz (schip, 2007)
De Bibby Topaz is een offshore support vessel dat in 2007 werd gebouwd door Bruces in Landskrona in Zweden voor Bibby Offshore, onderdeel van Bibby Line. Sinds 2021 is het de Boka Topaz.
Het schip is uitgerust met een dynamisch positioneringssysteem (DP) IMO-klasse 2, met onder meer twee roerpropellers die ook voor de voortstuwing worden gebruikt, twee intrekbare roerpropellers en twee boegschroeven.

## Last Breath
Het was in 2012 als duikondersteuningsvaartuig aan het werk in het Huntington-olieveld in blok 22/14b van het Britse deel van de Noordzee. Dit veld werd ontwikkeld om via de FPSO Voyageur Spirit olie te produceren via een onderzees manifold dat vier olieputten verbond. Op dit manifold moest onderhoud worden uitgevoerd en gezien de waterdiepte van 91 meter vond dit plaats door saturatieduiken.
Op 18 september ging een van de duikklokken van de Bibby Topaz met drie duikers naar beneden. Op diepte aangekomen, gingen twee duikers naar het manifold terwijl de derde man achterbleef in de klok. Naast beeld van de duikers zelf, kon de duikersupervisor hen zien via een remotely operated vehicle (ROV).
Zo'n half uur nadat de duikers aan het werk waren gegaan, kwam de RBUS in alarm. Deze redundante communicatiebus laat het DP-systeem communiceren met de positiereferentiesystemen zoals de DGPS en de roerpropellers. Het alarm was dusdanig dat het schip geen positie meer kon houden en door de sterke wind dreef het dan ook direct oostwaarts.
De duikers werden gewaarschuwd terug te keren naar de klok, maar de umbilical (navelstreng) van duiker 2 bleef hangen achter het manifold en brak uiteindelijk. Hij was daardoor aangewezen op zijn noodflessen met zo'n vijf minuten aan ademgas. Duiker 1 wist de duikklok te bereiken, terwijl duiker 2 in volledige duisternis zijn weg terug naar het manifold wist te vinden en daar buiten bewustzijn raakte.
De kapitein en eerste stuurman probeerden het schip ondertussen terug op positie te krijgen door de roerpropellers met de hand te bedienen tot het systeem gereset was. Nadat dit was gebeurd, kon het schip weer op DP komen boven het manifold, waarna duiker 1 afdaalde naar het manifold en zijn collega terug naar de klok wist te krijgen. Hoewel er ondertussen meer dan een half uur was verstreken sinds de navelstreng was gebroken, kwam duiker 2 weer bij bewustzijn.
Hij herstelde volledig en kon enkele weken later weer duiken. De beelden van de duikers en de ROV werden gebruikt door Bibby Offshore om een documentaire te maken die uiteindelijk als Last Breath door Netflix werd uitgezonden.

## Omgedoopt
In 2018 verkocht Bibby Line de offshoreonderneming aan Fara Holdco – onderdeel van York Capital Management – dat het samenvoegde met het van het Noorse Cecon ASA overgenomen Rever Offshore. Het werd schip omgedoopt tot Rever Topaz. In 2021 ging het schip over van de Noorse naar de Panamese vlag. Dat jaar werd Rever Offshore overgenomen door Boskalis en werd het schip omgedoopt tot Boka Topaz.